# Івата Томокі
Івата Томокі (яп. 岩田 智輝; нар. 7 квітня 1997) — японський футболіст, захисник англійського клубу «Бірмінгем Сіті».

## Клубна кар'єра
У дорослому футболі дебютував 2015 року виступами за команду клубу «Ойта Трініта».

## Кар'єра в збірній
З 2019 року залучався до складу національної збірної Японії, з якою брав участь у Кубку Америки 2019 року. У формі головної команди країни зіграв 4 матчі.

## Статистика виступів
| Збірна Японії | Збірна Японії | Збірна Японії |
| Рік           | Матчі         | Голи          |
| ------------- | ------------- | ------------- |
| 2019          | 2             | 0             |
| Загалом       | 2             | 0             |

## Титули і досягнення
Клубні
- Чемпіон Японії: 2022
- Володар Кубка шотландської ліги: 2022-23
- Чемпіон Шотландії: 2022-23, 2023-24
- Володар Кубка Шотландії: 2022-23, 2023-24

Збірні
- Переможець Юнацького (U-19) кубка Азії: 2016
- Переможець Чемпіонату Східної Азії: 2022